# Ř
Cette page contient des caractères spéciaux ou non latins. S’ils s’affichent mal (▯, ?, etc.), consultez la page d’aide Unicode.
Ř (minuscule : ř), appelée R caron ou R hatchek, est une lettre additionnelle latine utilisée dans l’alphabet berbère latin, et dans l’écriture du haut-sorabe, du monégasque, du silésien et du tchèque comme lettre à part entière. Il s’agit de la lettre R diacritée d'un caron.

## Utilisation
En haut-sorabe, ‹ ř › représente la consonne fricative post-alvéolaire sourde [ ʃ ].
En silésien, ‹ ř › représente la consonne fricative rétroflexe voisée [ʐ] ou dévoisée [ʂ].
En tchèque, ‹ ř › représente la consonne roulée alvéolaire voisée rehaussée [r̝]. Elle est prononcée de la même manière que la consonne roulée alvéolaire mais la langue est rehaussée. Elle peut aussi être dévoisée dépendamment des consonnes qui l’entourent. Une prononciation approchante est celle d'une consonne fictive composée « rj » qui se prononcerait [ʁʒ].

## Représentations informatiques
Le R caron peut être représenté avec les caractères Unicode suivants :
- précomposé (latin étendu B)[1] :

| formes    | représentations | chaînes de caractères | points de code | descriptions                    |
| --------- | --------------- | --------------------- | -------------- | ------------------------------- |
| capitale  | Ř               | Ř                     | U+0158         | lettre majuscule latine r caron |
| minuscule | ř               | ř                     | U+0159         | lettre minuscule latine r caron |

- décomposé (latin de base, diacritiques) :

| formes    | représentations | chaînes de caractères | points de code | descriptions                                |
| --------- | --------------- | --------------------- | -------------- | ------------------------------------------- |
| capitale  | Ř               | R◌̌                    | U+0052 U+030C  | lettre majuscule latine r diacritique caron |
| minuscule | ř               | r◌̌                    | U+0072 U+030C  | lettre minuscule latine r diacritique caron |